# Polizeiruf 110: Kopfgeldjäger
Kopfgeldjäger ist ein deutscher Kriminalfilm von Ulrich Stark aus dem Jahr 1999. Der Fernsehfilm erschien als 213. Folge der Filmreihe Polizeiruf 110.

## Handlung
Im Chiemsee wird die Leiche des Informatikers Dr. Klaus-Peter Reck gefunden. Sie weist eine Schusswunde im Kopf auf, sodass der Traunsteiner Kommissar Anselm Keller im Fall Amtshilfe vom Münchner Kriminalhauptkommissar Jürgen Tauber erbittet. Reck arbeitete beim Unternehmen Beersdorf, wo er in der Softwareentwicklung tätig war. Offensichtlich war Börsenmaklerin Iris Scheufele seine Freundin; sie identifiziert auch seine Leiche. Es stellt sich heraus, dass Reck am Chiemsee ein Persönlichkeitsseminar für Top-Manager besuchte. Das Seminar des Unternehmens Business Dynamics wird von Max Ortheil geleitet, die Methoden muten für Tauber und Keller eher merkwürdig an.
Am Strand des Chiemsees wird eine 9-mm-Hülse gefunden, was Keller jedoch vergisst, Tauber mitzuteilen: Keller ist im Stress, heiratet seine Tochter doch am Folgetag den Polizeipathologen Dr. Eli Haddhad. Dies wiederum führt dazu, dass Tauber sehr lange auf den Autopsiebericht warten muss, was die Ermittlungen verzögert. Tauber holt sich Hilfe von der Nürnberger Psychologin Dr. Silvia Jansen, die die Kursteilnehmer in Einzelgesprächen zu Reck befragt. Den Teilnehmern wurde von Ortheil jedoch suggeriert, dass es sich bei den Befragungen um den Teil eines Spiels handelt, sodass Silvia Jansen nicht ernst genommen wird. Tauber hat genug und gibt einen 24-stündigen Stubenarrest für alle Kursteilnehmer bekannt. Die einzige Frau der Gruppe, Krista Vitzthum, deutet vor Silvia Jansen an, dass sie von Reck „angebaggert“ wurde.
Im Chiemsee wird 150 Meter vom Ufer die Waffe gefunden, mit der Reck erschossen wurde. Es ist unmöglich, dass die Waffe von Ufer aus so weit ins Wasser geworfen wurde. Eine Überprüfung von Krista Vitzthum wiederum ergibt, dass sie nicht in dem Unternehmen arbeitet, das sie vor Silvia Jansen als ihre Arbeitsstelle angegeben hatte. Recks Freundin Iris wiederum scheint ein ungewöhnlich enges Verhältnis mit Hagen Beersdorf, Recks Vorgesetztem, zu haben. Die Kursteilnehmer suchen unterdessen untereinander einen Schuldigen. In Gruppensitzungen kommen sie schließlich überein, dass Krista die Täterin sein muss, da sie von Reck umgarnt wurde. Auch Ortheil drängt sie in einem Einzelgespräch, vor den Ermittlern die Mörderin zu spielen, die in Notwehr gehandelt habe. Sie werde ohne Strafe davonkommen, jedoch das Unternehmen retten: Krista ist Ortheils Mitarbeiterin, die als weiblicher „Lockvogel“ Kommunikationsblockaden löst und die Männer in Gruppen zum Reden bringt.
Kurz nach der Unterhaltung mit Ortheil ruft Krista anonym Tauber an und weist ihm den Weg zu einem Geheimzimmer im Seminargebäude. Hier findet Tauber nicht nur den gefesselten Ortheil vor, sondern auch ein eingerichtetes Zimmer voller Überwachungskamerabänder. In Dauerschleife wird die heimliche Unterredung Ortheils und Kristas abgespielt. Andere Bänder zeigen die Sitzungen der Gruppe, in denen beispielsweise die größten Ängste aufgeschrieben werden sollten. Im Bild sieht man, wie Ortheil die Briefe nicht wie angekündigt verbrennt, sondern einsteckt. Weitere Aufzeichnungen machen deutlich, dass Reck im Laufe der Sitzungen immer öfter gedemütigt und von der Gruppe ausgegrenzt wurde. Zuletzt war er ein seelisches und nervliches Wrack. Als auch noch seine sexuelle Neigung zu Rollenspielen – Krista wurde ihm im Kurs als Figur Virtuella zugeführt und damit als Figur, die sonst nur Iris für ihn verkörperte – nahm sich Reck das Leben. Die Strömung trieb ihn auf den Chiemsee hinaus. Kurz vor seinem Selbstmord hatte er vergeblich versucht, Iris zu erreichen, wobei er davon ausging, dass sie seine sexuellen Neigungen an Ortheil verraten hatte. Tatsächlich sind in Kristas Besitz Fotos, die Reck und die verkleidete Iris beim Liebesspiel zeigen.
Tauber findet heraus, dass Recks Chef Beersdorf ihn im Seminar bewusst in den Tod treiben ließ. Reck hatte eine Sperrminorität an Beersdorfs Firma und weigerte sich zu verkaufen. Dadurch drohte eine lukrative Übernahme durch einen US-Konzern zu platzen. Die Übernahme erfolgt nun, noch bevor die Beisetzung Recks vorbei ist.

## Produktion

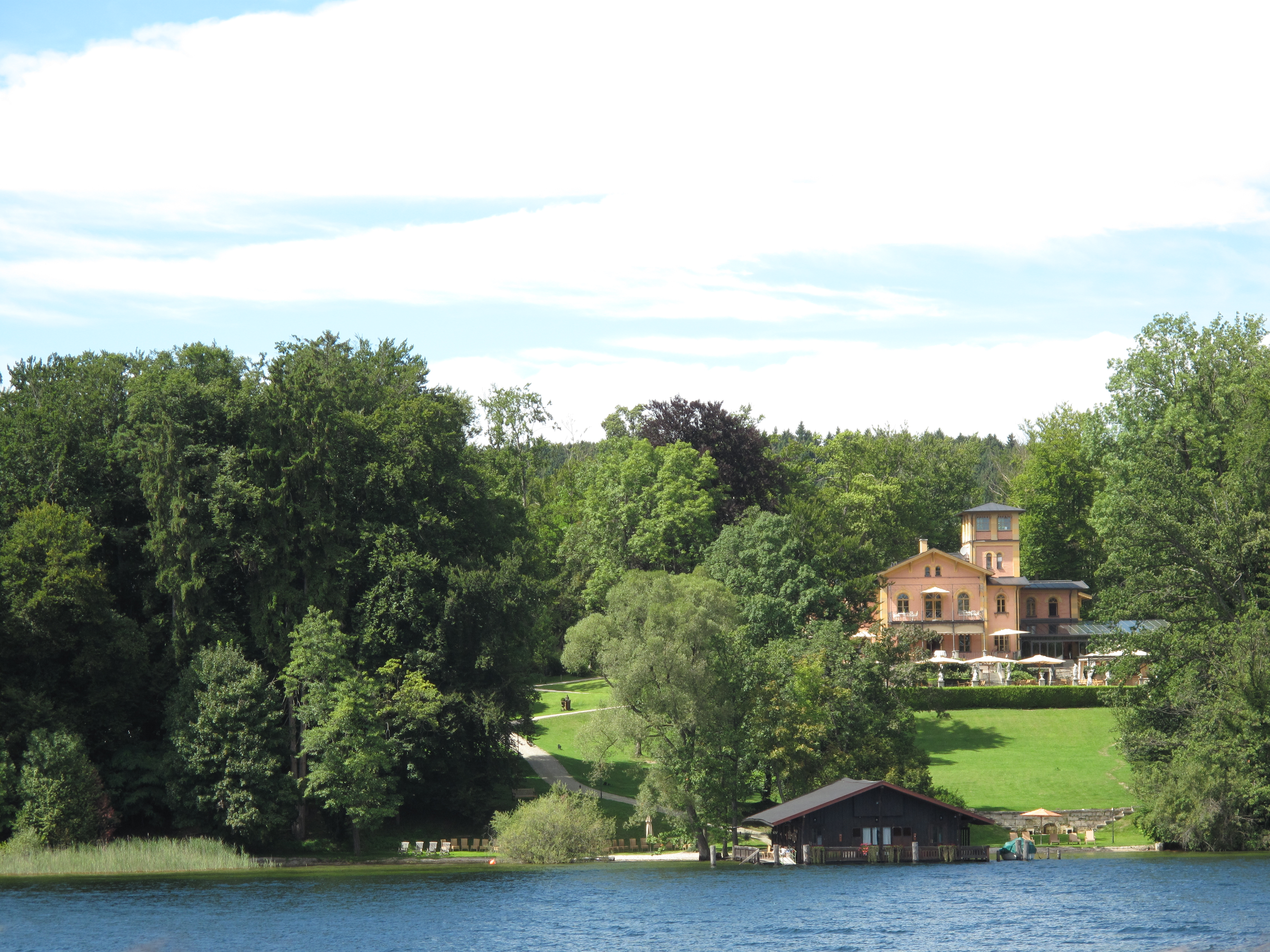
Villa Knorr, ein Drehort des Films

Kopfgeldjäger wurde im Sommer 1999 in München und vor allem in und um die Villa Knorr in Niederpöcking am Starnberger See, im Film das Schulungsgebäude von Business Dynamics, gedreht. Die Kostüme des Films schuf Rosemarie Hettmann, die Filmbauten stammen von Michael Pilz. Der Film erlebte am 21. November 1999 auf dem Ersten seine Fernsehpremiere. Die Zuschauerbeteiligung lag bei 21,6 Prozent.
Es war die 213. Folge der Filmreihe Polizeiruf 110. Silvia Jansen ermittelte in ihrem 5. Fall und Jürgen Tauber in seinem 2. Fall.

## Kritik
„Der Wortwitz funkelt, und der Verstand hat Arbeit. Was will man mehr?“, fragte Der Spiegel, und nannte Kopfgeldjäger „eine spannende Geschichte […] über den Irrsinn von Trainingsprogrammen für Manager.“ Der Film sei „ein ebenso spannender wie phantasievoll ausgeschmückter Ausflug in die kargen Seelenlandschaften von deutschen Wirtschaftseliten“ und dabei „angenehm straff inszeniert“, stellte die Frankfurter Rundschau fest. Für die Mitteldeutsche Zeitung war der Film „eher eine Groteske als ein… Krimi […], ein wildes Spiel um Manager und Macht.“ Der Tagesspiegel nannte den Film wiederum „ein Mittelding aus Heimatfilm und Edmund-Stoiber-Kritik.“
Für Rainer Tittelbach bildete Edgar Selges Jürgen Tauber „das Zentrum im fünften und bisher besten bayerischen ‚Polizeiruf 110‘.“ Nach Meinung der Stuttgarter Zeitung hatte Christian Berkel als „aalglatter Psycho-Scharlatan“ die dankbarste Rolle des Films erhalten.